# Noguk
Noguk, död 1365, var en koreansk drottning 1351-1365, gift med kung Gongmin av Goryeo. 
Hon var medlem av den mongoliska Yuandynastin som regerade Kina vid denna tid och äktenskapet var politiskt arrangerat. Vigseln ägde rum 1349. 
Äktenskapet beskrivs som lyckligt men förblev barnlöst. Hon avled i barnsäng, vilket förorsakade hennes make en depression och gjorde att han i fortsättningen överlät politiken åt munken Pyeonjo.